# Pfarrhaus Breitenthal (Schwaben)

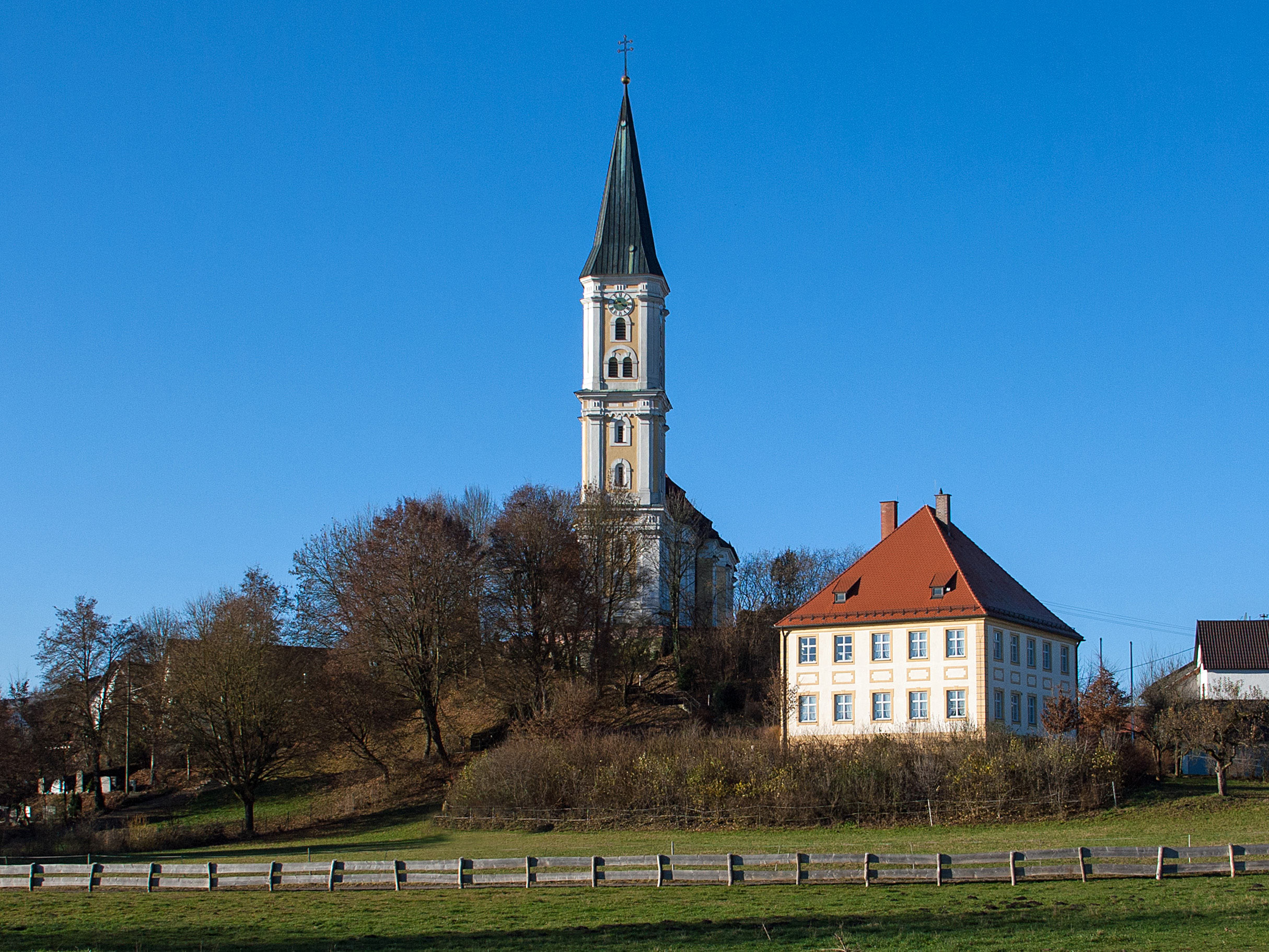
Pfarrhaus in Breitenthal, dahinter die Pfarrkirche Heilig Kreuz

Das katholische Pfarrhaus in Breitenthal, einer Gemeinde im Landkreis Günzburg im bayerischen Regierungsbezirk Schwaben, wurde 1770 unter dem Roggenburger Reichsprälat Georg Lienhardt errichtet. Das Pfarrhaus mit der Adresse Neue Straße 1, nordöstlich der Pfarrkirche Heilig Kreuz, ist ein geschütztes Baudenkmal.

## Beschreibung
Der zweigeschossige Massivbau mit hohem Walmdach und fünf zu fünf Fensterachsen liegt auf einem terrassenförmigen Vorsprung in ortsbildprägender Lage. Von der Ausstattung sind nur spärliche Reste erhalten: Eine Spiegeldecke mit gestrecktem Vierpass im Pfarrwohnzimmer des ersten Obergeschosses.
In den Jahren 2011/12 wurde eine aufwendige Restaurierung durchgeführt. Dabei wurde vor allem der historische Dachstuhl saniert und die Außenfassade in Fresko-Malerei neu gestaltet. 